# А́
А́ (minúscula á; cursiva: А́ а́) es una letra del alfabeto cirílico. En todas sus formas es un homoglifo de la letra latina Á (Á á A á).

## Códigos de computación
Siendo una letra relativamente reciente, no está presente en ninguna encriptación cirílica legada de los 8-bits, la letra А́ no es representada directamente por un carácter precompuesto en Unicode tampoco;  tiene que ser compuesto como А+◌́ (U+0301).
| Carácter      | А                         | А                         | а                       | а                       | ́                       | ́                       |
| ------------- | ------------------------- | ------------------------- | ----------------------- | ----------------------- | ---------------------- | ---------------------- |
| Unicode       | CYRILLIC CAPITAL LETTER A | CYRILLIC CAPITAL LETTER A | CYRILLIC SMALL LETTER A | CYRILLIC SMALL LETTER A | COMBINING ACUTE ACCENT | COMBINING ACUTE ACCENT |
| Codificación  | decimal                   | hex                       | decimal                 | hex                     | decimal                | hex                    |
| Unicode       | 1040                      | U+0410                    | 1072                    | U+0430                  | 769                    | U+0301                 |
| UTF-8         | 208 144                   | D0 90                     | 208 176                 | D0 B0                   | 204 129                | CC 81                  |
| Ref. numérica | &#1040;                   | &#x410;                   | &#1072;                 | &#x430;                 | &#769;                 | &#x301;                |

## Uso
⟨А́⟩ y otras variaciones de vocales acentuadas normales pueden encontrarse en lenguas eslavas orientales como variantes acentuadas de vocales regulares (sin acentuar), como, por ejemplo, en ruso за́мок ('castillo').
Las acentuaciones son opcionales y se utilizan de forma constante solo en libros especiales como diccionarios, cartillas o libros de texto para extranjeros, ya que la acentuación es muy impredecible en los tres idiomas. Sin embargo, en los textos generales, los acentos rara vez se utilizan, principalmente para evitar la ambigüedad o para mostrar la pronunciación de palabras extranjeras.
En estos idiomas, tienen una enorme cantidad de a palabras y letras como estas son importantes, principalmente para el lengua rusa. De modo que las personas, para entender correctamente, es necesario conocer el sitio de la pronunciación en estas palabras.

## Relación con letras y otros caracteres similares
- A a: letra latina A
- Á á: Letra latina Á - una letra usada en los idiomas checo, feroés, húngaro, islandés, y eslovaco
- А а: Letra cirílica А